# Matěj Polidar
Matěj Polidar (20 dicembre 1999) è un calciatore ceco, centrocampista dello Sparta Praga.